# Prodecatoma moreirai
Prodecatoma moreirai är en stekelart som beskrevs av Gregorio Bondar 1930. Prodecatoma moreirai ingår i släktet Prodecatoma och familjen kragglanssteklar. Inga underarter finns listade i Catalogue of Life.